# حسن‌آباد کوشکک
حسن‌آباد کوشکک، روستایی در دهستان بختگان بخش مرکزی شهرستان بختگان در استان فارس ایران است.
این روستا در همجواری شرکت صنایع فولاد رهام پارس می‌باشد، که در آینده نزدیک به قطب صنعتی شهرستان بختگان تبدیل خواهد شد.
این روستا در بخش کشاورزی بسیار محصولات مرغوبی را دارا میباشد از جمله: انار، گندم، جو، ذرت و...
اکثر جمعیت مردم این روستا از قوم نگهداری می‌باشند که ریشه و اصالت آنها به پادشاه زندیه در شیراز بر میگردد، که در گذشته و بعد از سقوط حکومت زندیه توسط حکومت قاجار از شیراز به این منطقه تبعید شدند.

## جمعیت
بر پایه سرشماری عمومی نفوس و مسکن در سال ۱۳۹۵، جمعیت این روستا برابر با ۱٬۲۸۷ نفر (۳۹۵ خانوار) بوده است.